# Bay Miwok
Bay Miwok (Saclan), grupa od nekoliko malenih Miwok plemena nastanjenih u vrijeme dolaska Španjolaca u zapadnoj Kaliforniji, od istočnih predjela okruga Contra Coste i od Walnut Creeka, pa sjeverno-sjeveroistočno do delte Sacramento-San Joaquina, uključujući i područje Mount Diabla. Rana populacija iznosila je oko 1.700 duša, a smatra se da tu žive par tisuća godina. Dolaskom bijelog čovjeka život im se rapidno mijenja. Misionizacija je provedena 1790.-tih godina, kada većina odlazi na misiju San Jose. Plemena Bay Miwoka bijahu: 
- Tatcan, San Ramon Creek, oko današnjeg Danvillea
- Wolwon (Volvon, Bolbon),  iz Claytona, Mt. Diablo.
- Chupcan, područje Concorda.
- Julpun. istočno od Antiocha. Poznati su kao ribari.
- Ompin. Područje Pittsburga.
- Saclan. Oko gradova Lafayette i Walnut Creek:

## Jezik
Saclan Indijance i Hodge i Swanton klasificiraju među Costanoane. Hodge navodi u svom priručniku, da govore nešto drugačijim jezikom. Danas se vode kao dio porodice Moquelumnan.

## Etnografija
Bay Miwoki bijahu sakupljači hrane, a posebno se eksploatiralo područje Mt. Diabla gdje je bilo obilje divlje hrane. Sakupljao se žir, divlji kesten, kalifornijski lovor, i razno sjemenje i bilje, te lukovica biljke Brodiaea. To je malena vrsta ljiljana kojega Indijanci odlaze kopati, i vračaju se natrag s njime punih košara (Vidi). 
Žir je svakako najvažniji jer se od njega proizvodi brašno. Na raspolaganju su im bili žirovi hrastova 'blue oak' (Quercus douglasii), 'valley oak' (Quercus lobata) i 'coast live oak' (Quercus agrifolia). Mount Diablo igrao je značajnu ulogu u mitologiji Bay Miwoka i susjeda im Costanoan Indijanaca. Prema njihovom mitu Djed kojot (Grandfather Coyote) stvorio je indijanski narod na Mount Diablu zajednop sa svim stvarima koje će im biti potrebne za život.

## Vanjske poveznice
- Bay Miwok Home Page
- Bay Miwok